# Мињице
Мињице (чеш. Minice) је насељено мјесто са административним статусом сеоске општине (чеш. obec) у округу Писек, у Јужночешком крају, Чешка Република.

## Становништво
Према подацима о броју становника из 2014. године насеље је имало 38 становника.